# Peter Östman
Peter Johan Östman, född 16 december 1960 i Larsmo, är en finländsk företagare, politiker och riksdagsledamot sedan 2011 i Kristdemokraterna.
Peter Östman är ordförande för den kristdemokratiska riksdagsgruppen och första viceordförande för Kristdemokraterna.
Han har tidigare varit företagare inom lås- och säkerhets- samt byggnadsbranschen, verkställande direktör för Suomen Turvaurakoitsijaliitto och Kust-Österbottens Företagre och sedan partisekreterare i Kristdemokraterna (2009–2011).
Östman gick med i kommunalpolitiken som KDs fullmäktigeledamot år 1996. Östman fungerade som viceordförande för Kristdemokraterna år 2004–2009 och igen från 2019. Östman verkade som ordförande för Europeiska kristna politiska rörelsen år 2013–2016.

## Utmärkelser
- Medalj av I klass med guldkors av Finlands Vita Ros’ orden,  6 december 2009[5]
- Riddartecknet av I klass av Finlands Lejons orden,  6 december 2019[5]

[Redigera Wikidata]